# Ophiotjalfa vivipara
Ophiotjalfa vivipara is een slangster uit de familie Ophiuridae.
De wetenschappelijke naam van de soort werd in 1913 gepubliceerd door Theodor Mortensen.